# 오사카 화염병 대량발사사건
오사카 화염병 대량발사사건(일본어: 大阪火炎瓶大量発射事件 오오사카카엔빈타이류핫샤지켄[*])은 1984년(쇼와 59년) 9월 2일, 오사카부 오사카시 동구(현 중앙구)에서 발생한 테러 사건이다.
1984년 9월 2일, 오사카 제2법무합동청사 주변에 주차되어 있던 트럭에서 화염병 24개가 발사되었다. 쇠파이프를 개조한 로켓추진총류탄식 장치로 발사한 것으로, 표적이었던 오사카 제2법무합동청사 외에 인근 민가와 시설에서 화염병이 날아들었다. 그러나 그 중 점화에 성공한 것은 하나 뿐이었기 때문에 인적 피해는 없었다.
사건 직후 중핵파에서 각 보도기관에 범행성명을 뿌리면서 공안은 중핵파의 테러사건으로 단정했다. 당시 대한민국의 대통령 전두환의 방일이 예정되어 있었기 때문에, 중핵파는 “남조선 독재자”의 방일에 반대하는 의미로 테러를 결행했다고 밝혔다. 또한 중핵파는 이 사건을 일으키고 17일 만에 자유민주당 본부 방화습격사건을 일으켰다.
일본 신좌파의 폭탄테러는 동아시아 반일무장전선 등이 활동한 1970년대가 고점이었다. 중팩파도 폭탄투쟁을 하려 했으나, 1975년 요코스카 미도리소 오폭사건을 계기로 폭탄제조계획이 좌절되었다. 이 사건은 그 이후 약 9년만에 일으킨 폭발물 사건이었고, 그 이후로 중핵파는 급속히 폭발물 제조기술을 향상시켰다.

## 참고 자료
- 『過激派事件簿40年史』立花書房、2001年